# Велика Мушерань
Велика Мушера́нь (рос. Большая Мушерань, марій. Кугу Маршан) — присілок у складі Моркинського району Марій Ел, Росія. Входить до складу Шалинського сільського поселення.

## Населення
Населення — 139 осіб (2010; 177 у 2002).
Національний склад (станом на 2002 рік):
- лучні марійці — 92 %